# Teatro Ignacio de la Llave

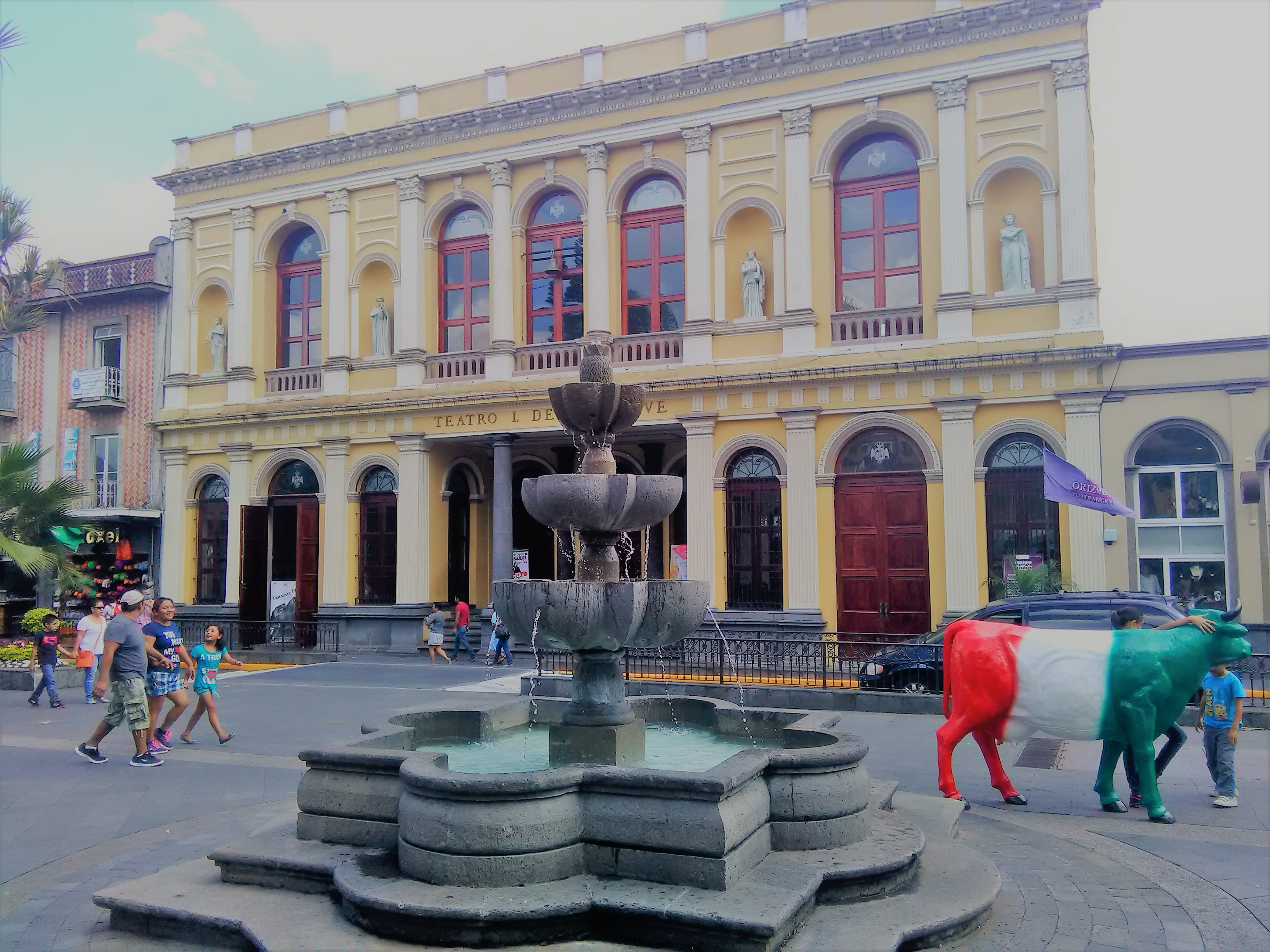
Teatro Llave, 2017

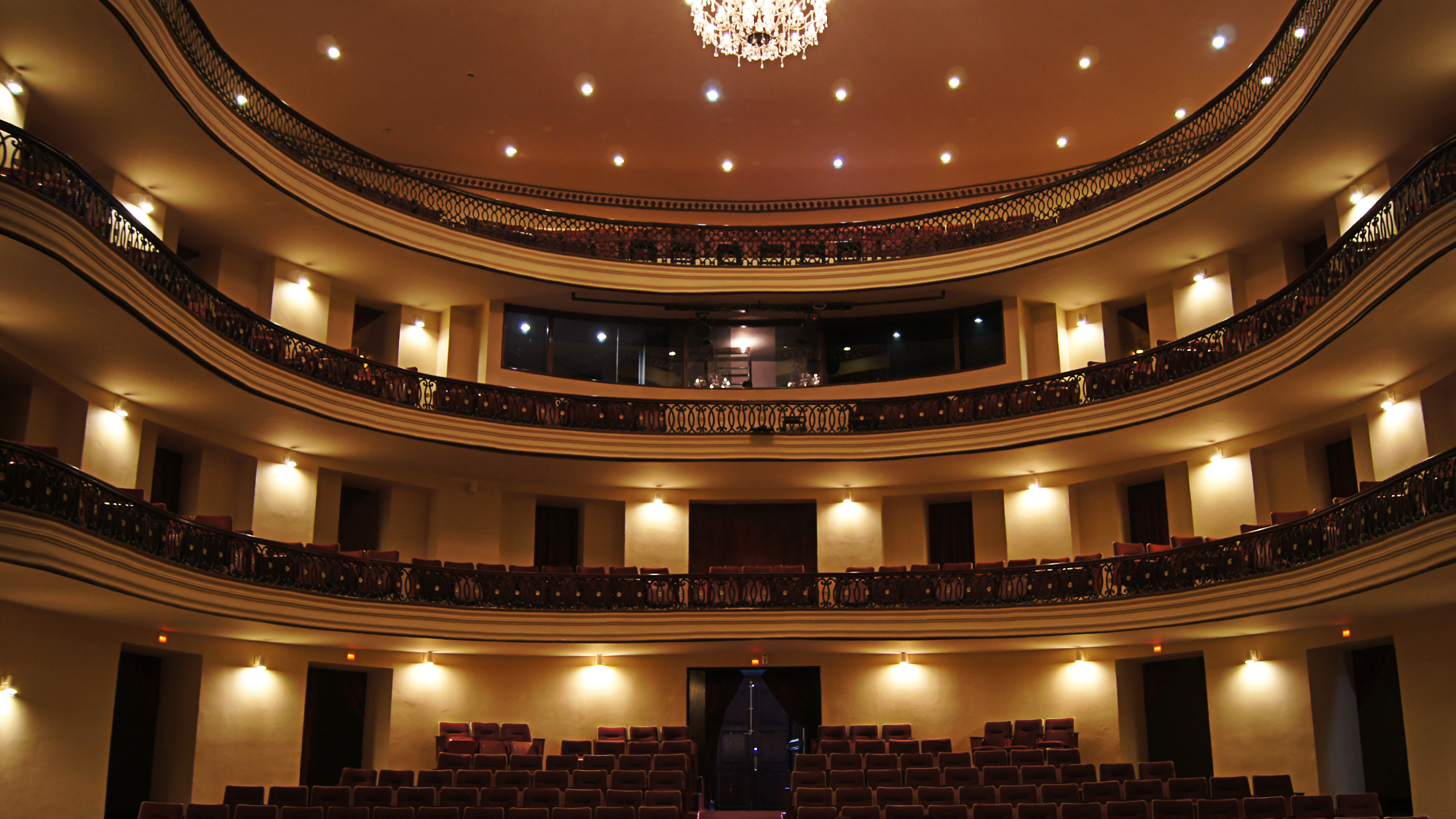
Innenaufnahme, 2013

Das Teatro Ignacio de la Llave, manchmal auch verkürzt als Teatro Llave bezeichnet, ist ein ehemaliges Opernhaus in der mexikanischen Stadt Orizaba, das heute als Konzert- und Veranstaltungshaus genutzt wird.

## Geschichte
Die Initiative zur Errichtung des Gebäudes ging 1855 von General Ignacio de la Llave (1818–1863) aus, der in Orizaba geboren wurde und in den Jahren 1861/62 Gouverneur des mexikanischen Bundesstaates Veracruz war. Es entstand nach Plänen des Architekten Joaquín Huerta.
Bei der prunkvollen Eröffnung im Jahr 1875 trat die Opernsängerin María Jurieff auf.
Zu dieser Zeit galt es als das bedeutendste Theater Mexikos und das Größte im Bundesstaat Veracruz.
1973 wurde das Gebäude bei einem Erdbeben schwer beschädigt und war anschließend zwölf Jahre lang geschlossen. Die Wiedereröffnung erfolgte 1985, doch die vollständige Wiederherstellung und Anerkennung als Kulturgut der Stadt dauerte bis 2011.
Heute wird das Gebäude für verschiedene kulturelle Veranstaltungen genutzt und bietet 436 Besuchern Platz.